# Eupithecia inclinata
Eupithecia inclinata är en fjärilsart som beskrevs av Karl Dietze 1906. Eupithecia inclinata ingår i släktet Eupithecia och familjen mätare. Inga underarter finns listade i Catalogue of Life.